# 青簪行
《簪中錄》（原名：《青簪行》），待播的中国大陆古装电视剧，根據側側輕寒同名長篇小說《簪中錄》改編，由林玉芬执导，男女主演原本分别为吴亦凡、杨紫，于2020年拍摄完成，本劇受主演吳亦凡强奸、聚众淫乱案影响，男主改由彭冠英出演， 預計近期將空降播出。

## 制作

### 前期经过
2019年12月，《青簪行》在国家广播电视总局成功备案，原定集数35集。
2019年11月底在橫店影視城開拍。2020年1月27日，因2019冠狀病毒疫情嚴重，横店影视城暂停所有剧组拍摄活动。2020年3月复工拍摄。2020年7月16日，全剧正式杀青。8月2日发布先导预告。
2020年8月，新丽传媒董事长曹华益表示，因《青簪行》项目严重超期，使其公司经济损失较大。
2020年9月，该剧被列入北京卫视剧集片单；10月，列入腾讯视频古装剧储备剧目。
2021年4月，《青簪行》取得国家广播电视总局的电视剧发行许可证，证号为“（浙）剧审字（2021）第002号”，集数60集。

### 吴亦凡事件
2021年7月，《青簪行》男主角吴亦凡涉嫌性侵案曝光，同月其涉嫌强奸罪被刑事拘留。
2021年8月1日，《青簪行》官方微博删除了与吴亦凡相关的微博，只留下了一条配角剧照的微博。2021年8月2日，中国电视艺术家协会发声，称“法律、道德，皆是红线。所谓顶级流量、粉丝后援、外籍身份都不具备为所欲为的特权，绝不是违法失德的护身符”。8月17日，同剧演员芦永军，发布自己摔剧本的短视频，并配文“八个月的辛苦，凉凉了！”
2022年2月，国家广播电视总局提出“禁止违法失德艺人通过电视剧发声出镜”。
2022年11月25日一审判决吴亦凡有期徒刑十三年，附加驱逐出境。判决公布后，《青簪行》原著作者侧侧轻寒在新浪微博形容自己的该影视化作品“像个大号练废了”。
在吴亦凡事件曝光后，《青簪行》曾数次传言其他演员补拍该角戏份，但皆被否认。

### 男主更換補拍
2023年2月，傳出《青簪行》男主李舒白由彭冠英出演，等待《青簪行》官方微博宣布。

## 故事大綱
锦都府尹黄敏为一方父母官，其女黄梓瑕勤学上进，天性聪颖，正直善良，从小助其父断案，屡建奇功。未料，某日黄府惨遭灭门，唯一幸存者黄梓瑕被诬为凶手含冤出逃。她千里奔袭至北炎，向巙王李舒白求助重审灭门案。适逢北炎城发生“四方案”，李舒白命黄梓瑕查清背后之谜，作为对她的第一个考验。黄梓瑕隐姓埋名，迅速侦破四方案背后关于贪腐和利益的勾结，成为了巙王身边的得力助手。巙王欲着手侦查黄府命案，却被接踵而至的案件困于北炎城内。巙王选亲，琅琊王家之女王若本为有力候选者，却因庚帖造假，屡屡被卷入生死危机。荐福寺经会上，有人于大火中丧命，黄梓瑕与李舒白携手并进，终将一桩桩关于亲情、爱情、友情背后不为人知的真相揭露。黄梓瑕的正义善良逐渐融化李舒白冰冷的外壳，二人一同踏上寻找公平正义之旅。

## 演员列表

### 主要演员
| 演員   | 角色                | 介紹 |
| 楊紫   | 黄梓瑕 化名：楊崇古 | 大唐第一女神探 锦都府尹黄敏之女、黄彦之妹。外表秀美，冷靜堅強，聰明坚定，是非分明。破案时總讓人佩服不已此外，她还有拔簪记事的习惯。因被誣陷為毒殺全家的凶手，在大逃亡途中遇到夔王。為了找出真相，她化名楊崇古，以宦官身份进宫查案。后黄梓瑕抽丝剥茧，扒开迷雾，屡破奇案最终也为自己洗清冤屈。 |
| 彭冠英 | 李舒白              | 夔王 李滋，字舒白，自小身受「鰥殘孤獨廢疾」的詛咒。長相俊美，是京城中眾多女子的夢中情人，性格內斂，總是習慣性冷笑，喜愛整潔乾淨，不喜外人近身，最喜歡練兵役設沙盤。 |

### 其他演員
| 演員                | 角色        | 介紹 |
| 宣言                | 王蘊        | 瑯琊王家長房長孫 字蘊之，世家大族出身，心高氣傲溫柔寬容，玉樹臨風般的世家子弟。與黃梓瑕從小定下婚約，最終因黃梓瑕和皇后結怨(向皇帝揭發身份)而不得不解除婚約。 |
| 陳哲遠 少年：劉若谷 | 禹宣        | 孤兒，黃敏義子，與黃梓瑕青梅竹馬，一起長大。從小溫柔細心的他，細心呵護黃梓瑕，從而得到少女的一顆芳心。滅門血案發生後，向太守節度使范應錫舉報黃梓瑕為凶手並提供情書，將其定罪。平時積極上進，考取舉人後進京任國子監學正，曾被誤傳與同昌公主和皇妃郭淑妃有曖昧。最後被黃梓瑕揭發為報兄長之死而向黃家復仇(黃梓瑕年幼時揭發其兄殺妻案，令其家破人亡)，是滅門血案的真兇。被捕入獄後自盡。 |
| 劉已航              | 周子秦      | 前刑部侍郎、後成都府使君周庠之子，本性善良，屬性話嘮，性格陽光又開朗。瘋狂地崇拜並且相信著黃梓瑕，對她抱著一種十分狂熱的感情。立志成為第一仵作。 |
| 趙英博              | 李潤        | 鄂王，七王爺 |
| 李逸男              | 李汭        | 昭王，九王爺 |
| 邱心志              | 王宗實      | 宦官 |
| 小偉                | 唐懿宗李漼  | 唐懿宗 |
| 隋俊波              | 王芍/梅挽緻 | 皇后，過去曾是已嫁人生女的樂師，後為了富貴榮華而拋夫棄女，與王家合作以李漼原配庶妹王芍的身份嫁入皇族，撫養太子及誕下皇子。直至王若一案才被揭穿身份。 |
| 丁笑瀅              | 王若/小施   | 表面身份是王皇后的堂妹，實為梅挽緻的女兒雪色的好友小施。自願頂替小施身份，代她嫁給李舒白，直至「王若」身份暴光後，皇后先安排她假死，又因雪色遇害而內疚，最終帶着其骨灰回歸守幕。 |
| 阮巨                | 岐樂君主    | 喜歡李舒白 |
| 王皓禎              | 齊藤        | 四川節度使判官，與周子燕訂婚。才華洋溢但懷才不遇。 |
| 譚曉凡              | 周子燕      | 周子秦妹妹 |
| 葉可兒              | 冉雲        | |
| 王星辰              | 徐叢雲      | |

## 电视剧歌曲
| 曲序 | 曲目           |
| ---- | -------------- |
| 1.   | 无题（片头曲） |
| 2.   | 无题（片尾曲） |
| 3.   | 无题（插曲）   |
| 4.   | 无题（插曲）   |